# Die Ballade vom Soldaten
Die Ballade vom Soldaten ist ein sowjetisches Filmdrama von Grigori Tschuchrai aus dem Jahr 1959.

## Handlung
Eine Mutter in Trauer geht zur einzigen Straße, die ihr Dorf mit der Außenwelt verbindet. Sie erwartet jedoch niemanden, da ihr Sohn während des Zweiten Weltkriegs in der Ferne gefallen ist. Der Film erzählt rückblickend die Geschichte dieses Soldaten.
Der 19-jährige Telefonist Aljoscha Skworzow meldet trotz Lebensgefahr seiner Truppe vier feindliche Panzer. Er flieht anschließend, schafft es jedoch, zwei der Panzer zu zerstören. Für seine Leistung schlägt ihn der General für eine Auszeichnung vor. Aljoscha jedoch wünscht sich stattdessen, für einen Tag zu seiner Mutter nach Sosnowka reisen zu dürfen. Er habe sich nicht von ihr verabschieden können, als er an die Front kam. Zudem habe sie in einem Brief geschrieben, dass das Dach des Hauses undicht sei. Er wolle das Dach reparieren und dann an die Front zurückkehren. Der General gibt ihm vier Tage für die Hin- und Rückreise sowie zwei Tage für die Dachreparatur. Aljoscha macht sich auf den Weg.
Soldat Petrow gibt ihm einen Brief und die gesamte Seifenration seiner Einheit für seine Frau Jelisaweta mit; Aljoscha verspricht, Brief und Seife bei einem Zwischenhalt abzugeben. Beim ersten Zugumstieg trifft Aljoscha auf Wasja, der im Krieg ein Bein verloren hat und nun nicht zu seiner Frau zurückkehren will. Aljoscha hilft ihm, sich zu besinnen, und wird Zeuge, wie Wasjas Frau ihren Mann überglücklich in die Arme schließt, da nur zähle, dass er überlebt habe. Die Weiterfahrt gestaltet sich für Aljoscha schwierig, da der nächste Zug, der in die Nähe seines Dorfs fährt, ein Heutransport für die Frontpferde ist. Nur durch Bestechung des Zugpostens mit Büchsenfleisch darf er mitreisen. Bei einem weiteren Halt springt die junge Schura als blinder Passagier auf den Zug auf. Weil sie glaubt, dass Aljoscha sie vergewaltigen will, wirft sie ihr Gepäck aus dem fahrenden Zug und will hinterherspringen, was Aljoscha verhindert. Sie behauptet ihm gegenüber, ihren Verlobten besuchen zu wollen, der Pilot sei. Beide lernen sich die Fahrt über besser kennen und fassen Vertrauen zueinander. Bei einem Halt will Aljoscha Wasser holen und verspätet sich, sodass der Zug ohne ihn weiterfährt. Eine alte Frau nimmt ihn zur nächsten Station mit. Hier wartet Schura auf ihn; sie hat sein Gepäck dabei.
Aljoscha erinnert sich, dass er die Seife an Petrows Frau Jelisaweta geben muss. Er ist konsterniert, als er erkennt, dass Petrows Frau ihren Mann mit einem anderen Mann betrügt. Er nimmt die Seife wieder an sich. Petrows krankem Vater berichtet er von der vermeintlichen Beliebtheit und den Erfolgen seines Sohnes, den er in Wirklichkeit gar nicht kennt, und verspricht, auch das Verhalten von Jelisaweta zu verschweigen. Am Bahnhof trennen sich Aljoscha und Schura. Schura gesteht ihm, in Wirklichkeit ihre Tante zu besuchen. Sie habe ihn angelogen, weil sie zu Beginn Angst vor ihm gehabt habe. Erst im Zug erkennt Aljoscha, dass Schura ihm so ihre Liebe gestehen wollte. Zum Aussteigen ist es jedoch zu spät, zumal Aljoscha bereits so viel Zeit auf dem Weg verloren hat, dass er nur noch eine Nacht bei seiner Mutter bleiben könnte. Rund zehn Kilometer vor seinem Dorf wird der Zug bombardiert. Aljoscha rettet zahlreiche Reisende und begibt sich am nächsten Morgen auf den Weg zu seinem Dorf. Er wird von einem Fahrer mitgenommen, der gleich auf ihn wartet. Aljoscha hat nur kurz Zeit, seine Mutter zu umarmen und ein paar Worte mit ihr zu wechseln. Nach wenigen Minuten verlässt Aljoscha sein Dorf wieder. Beim Wegfahren verspricht er seiner Mutter, zurückzukehren.

## Produktion
Die Ballade vom Soldaten war nach Der letzte Schuß der zweite Spielfilm, den Grigori Tschuchrai als Regisseur realisierte. Nach einem Unfall Tschuchrais musste die Verfilmung des Stoffes um ein halbes Jahr verschoben werden, sodass die Hauptrollen neu besetzt wurden. Statt Oleg Strischenow und Isolda Iswizkaja übernahmen nun die beiden 17-jährigen Darsteller Wladimir Iwaschow und Schanna Prochorenko die Hauptrollen. Beide studierten zu dem Zeitpunkt noch – er am Gerassimow-Institut für Kinematographie und sie Moskauer Künstlertheater. Die Filmbauten stammen von Boris Nemetschek, die Kostüme schuf Ljudmila Rjaschentsewa. Gedreht wurde in Moskau und den Mosfilm-Studios.
Der Film entstand während der sogenannten Tauwetter-Periode und zeigte die Bemühungen, sowohl inhaltlich als auch formal den sogenannten Sozialistischen Realismus zu überwinden. Tschuchrai stellt den Zweiten Weltkrieg nicht als Großen Vaterländischen Krieg dar, dementiert in der Person der fremdgehenden Ehefrau die Idee der „Solidarität des Sowjetvolks“ und präsentiert die Liebe nicht als „wehrwillenstärkenden Impuls“, sondern als „hoffnungsloses Intermezzo im unbarmherzigen Geschehen“. Bekannt geworden ist unter anderem eine Eingangsszene des Films, in der Aljoscha vor einem Panzer flieht: „Um die unbändige Angst des Verfolgten sinnfällig zu machen, drehte Tschuchrai die Kamera unablässig, bis das Bild schließlich kopfstand.“
Die Ballade vom Soldaten lief am 1. Dezember 1959 in den sowjetischen Kinos an und wurde am 7. Mai 1960 auf den Internationalen Filmfestspielen von Cannes gezeigt. In der DDR kam der Film am 10. Juni 1960 in die Kinos; bundesdeutscher Kinostart war am 11. August 1960. Das ZDF zeigte den Film am 24. Februar 1964 im Fernsehen, während DFF 2 den Film am 28. Juni 1973 erstmals im Fernsehen der DDR ausstrahlte. Im Mai 2008 erschien der Film in Deutschland bei Icestorm auf DVD.

## Kritik
Die Kritik der DDR lobte den Film, mit dem „ein weiterer Höhepunkt der sowjetischen Produktion erreicht“ sei. Die Ballade vom Soldaten habe dem „Heldentum und der Menschlichkeit des sowjetischen Soldaten ein unvergeßliches Denkmal [ge]setzt“, schrieb das Neue Deutschland; der Film sei „ein Kunstwerk von seltener Reinheit und Größe, ein Edelstein des Filmes.“
Für den bundesdeutschen film-dienst war Die Ballade vom Soldaten eine „Ballade vom Toren, der alle Prüfungen besteht und dafür mit einer reinen Liebe belohnt wird“; die Geschichte sei „anrührend und glaubhaft dank ihrer psychologischen Differenzierung, wenngleich die poetische Umsetzung – vor allem die Musik – gelegentlich ins Pathetische abrutscht.“ Cinema nannte den Film „Filmkunst voll anrührender Menschlichkeit“. Die Evangelische Filmgilde kürte ihn zum Film des Monats im August 1960.

## Auszeichnungen (Auswahl)
Auf den Internationalen Filmfestspielen von Cannes erhielt Die Ballade vom Soldaten 1960 den Preis für den besten Film über die Jugend und lief zudem im Wettbewerb um die Goldene Palme. Auf dem San Francisco International Film Festival gewann der Film im selben Jahr den Golden Gate Award in den Kategorien „Bester Film“ und „Beste Regie“. Als Bester Regisseur wurde Tschuchrai 1960 mit einer Goldenen Plakette des Filmpreises David di Donatello ausgezeichnet. Bei den Filmfestspielen der UdSSR wurde Die Ballade vom Soldaten im Mai 1960 mit dem Ersten Preis ausgezeichnet.
Im Jahr 1961 gewann der Film einen Bodil als Bester europäischer Film und war für einen Golden Globe Award in der Kategorie „Samuel Goldwyn International Award“ nominiert. Für seine Regieleistung erhielt Grigori Tschuchrai 1961 den Leninpreis.
Die Ballade vom Soldaten wurde 1962 für einen Oscar in der Kategorie Bestes Originaldrehbuch nominiert. Ebenfalls 1962 gewann er einen British Film Academy Award als Bester Film; Wladimir Iwaschow wurde in der Kategorie Bester ausländischer Hauptdarsteller für den britischen Filmpreis nominiert.